# Kühlstein

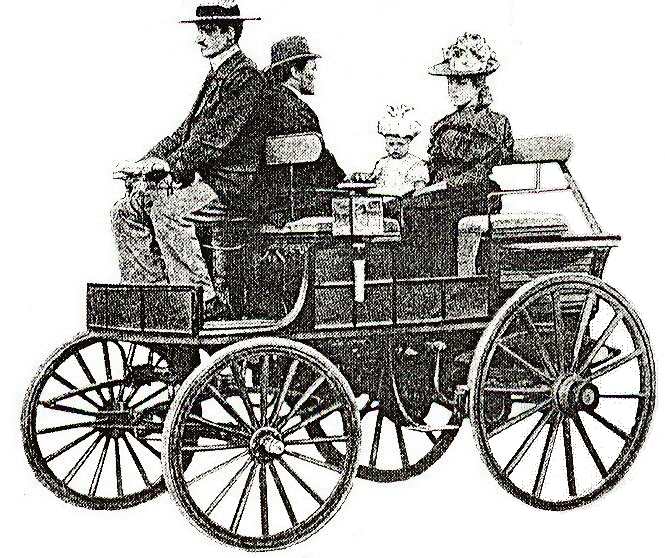
Kühlstein-Elektrofahrzeug auf der Berliner Automobilausstellung im September 1897

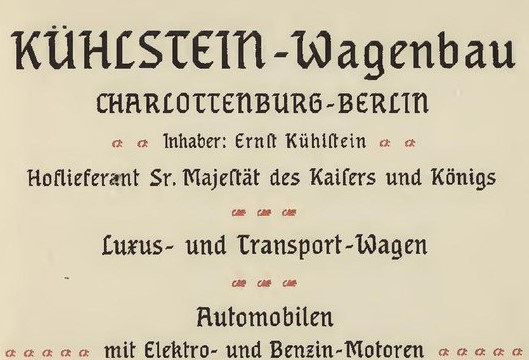
Weltausstellung Paris 1900

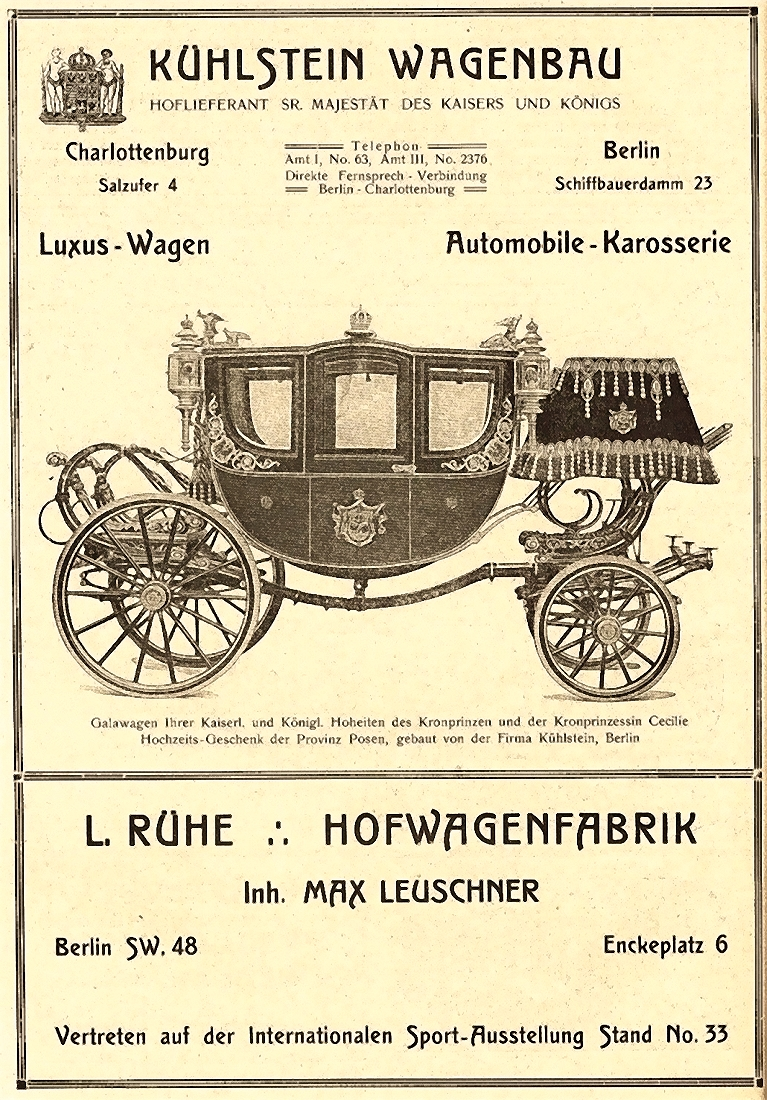
Anzeige Fa. Max Leuschner unter der Firmierung Kühlstein Wagenbau und L. Rühe Hofwagenfabrik 1907

Kühlstein Wagenbau war ein deutscher Stellmacherbetrieb, Hersteller von Karosserien und zeitweise auch Elektrofahrzeugen mit Sitz in Charlottenburg (seit 1920 Stadtteil von Berlin).

## Firmengeschichte
Gegründet von Eduard Kühlstein (1804–1867) im Jahre 1833, fertigte der Betrieb zunächst Kutschen an. Nach dem Tod des Firmengründers 1867 wurde der Betrieb von seinem Sohn Ernst Kühlstein (1843–1900) weitergeführt. 1884–1894 war der aus einer Radeberger Wagenbauer-Familie stammende Max Leuschner (1856–1923) Firmeninhaber, dieser baute die Firma zu einem bekannten Wagenbau-Unternehmen mit 200 Mitarbeitern aus.
Mit einem Elektroauto war Kühlstein neben Carl Benz, Gottlieb Daimler und Friedrich Lutzmann einer von vier Ausstellern auf der ersten Internationalen Automobil-Ausstellung (IAA) 1897. Bis 1902 baute die Firma komplette Personenkraftwagen, verkaufte dann aber diesen Zweig an die Neue Automobil-Gesellschaft (NAG).
1894 verließ Leuschner den Betrieb, Inhaber wurde wieder Ernst Kühlstein. Leuschner übernahm den 1878 gegründeten Berliner Stellmacherbetrieb Ludwig Rühe. 1900 nahm Leuschner den Bau von Pkw-Karosserien auf, und zwei Jahre später war der ursprüngliche 10-Mann-Betrieb auf 150 Mitarbeiter angewachsen. 1906 übernahm er die Firma seines ehemaligen Arbeitgebers Kühlstein Wagenbau und firmierte unter „Kühlstein Wagenbau“ mit Benutzung der Titel Hoflieferant Sr. Majestät des Kaisers und Königs und L. Rühe Hofwagenfabrik Inh. Max Leuschner.
Ein Großteil der Autos für den Königlichen Marstall der Hohenzollern ist von der Firma Kühlstein / Rühe bzw. Max Leuschner angefertigt worden.
Während des Ersten Weltkrieges produzierte die Firma viele Arten von Pkw-Karosserien in Einzel- und Kleinserien-Fertigung, zum Beispiel für Horch. 1923 starb Max Leuschner, seine Söhne übernahmen den Betrieb. 1926 ging Kühlstein Wagenbau in die Insolvenz.

## Museumsbesitz
- Mecklenburgisches Kutschenmuseum: zweispänniger Leib-Mylord von Kaiserin Auguste Viktoria, um 1908 mit der Wagen-Nr. V. 6 gebaut.[3]